# ARTS d'Estiu Costa Barcelona
ARTS d'Estiu Costa Barcelona és un festival multidisciplinari de referència al Maresme. Se celebra al municipi maresmenc de Pineda de Mar. Fins 2019, també se celebrava a Santa Susanna però l'ajuntament del municipi va decidir deixar de donar suport al festival. Organitzat per l'entitat privada del mateix municipi el Centre Cultural i Recreatiu de Pineda de Mar i en col·laboració amb l'ajuntament de Pineda de Mar (i el de Santa Susanna fins 2019). El certamen se celebra durant l'estiu, les nits de divendres dels mesos de juliol i agost, i programa entre vuit i deu propostes per edició.
ARTS d'Estiu Costa Barcelona neix de l'herència deixada pel cicle de concerts Acords d'Estiu, que es va organitzar des de l'any 2000 al 2010 al municipi de Pineda de Mar. Acords d'Estiu va ser una proposta de la Regidoria de Cultura de l'Ajuntament de Pineda i va oferir una programació musical estable els divendres d'estiu durant 11 anys. A causa de les retallades de pressupost, el consistori va deixar de programar el cicle. És en aquest moment que el Centre Cultural i Recreatiu es posa al capdavant del projecte, fa una revisió artística del festival i proposa un nou model de gestió privada de l'esdeveniment, comptant alhora amb la col·laboració de l'Ajuntament del municipi i la Diputació de Barcelona.
L'estiu de l'any 2011 s'estrena el nou festival ARTS d'Estiu Costa Barcelona, que proposa un cartell variat d'artistes i espectacles i dona cabuda a totes les disciplines artístiques a més de les actuacions musicals. Edició rere edició s'ha apostat per augmentar el pressupost del festival i millorar la proposta artística i infraestructural. En la cinquena edició del festival l'any 2015 es van superar els 9.000 espectadors (un creixement de l'assistència d'un 150% respecte a la primera edició). ARTS d'Estiu Costa Barcelona ha estat concebut com un catalitzador de propostes de diferents vessants artístiques alhora que s'aposta per la promoció de la cultura com a dret fonamental a preus assequibles.
El festival se celebra a l'Espai Sant Jordi. Situat al centre de Pineda de Mar, un espai a l'aire lliure, versàtil i que permet adaptar-se a l'aforament previst per a cadascun dels espectacles, adequant la quantitat de localitats i la seva disposició en l'espai. El recinte està presidit per un escenari de vint metres de llarg i vuit metres d'ample on tant s'hi han representat impactants espectacles amb escenografia i equipament tècnic de gran escala, i espectacles de petit format. Amb un aforament màxim per a més de 2.000 persones en concerts a peu dret i de fins a 1.300 localitats en format de platea, el Sant Jordi demostra la seva característica de recinte "multiporpouse" a l'aire lliure.
El festival no es va celebrar l'estiu del 2023 i l'estiu del 2024 va canviar el nom per Mar d'Estiu.